# Fotodegradación

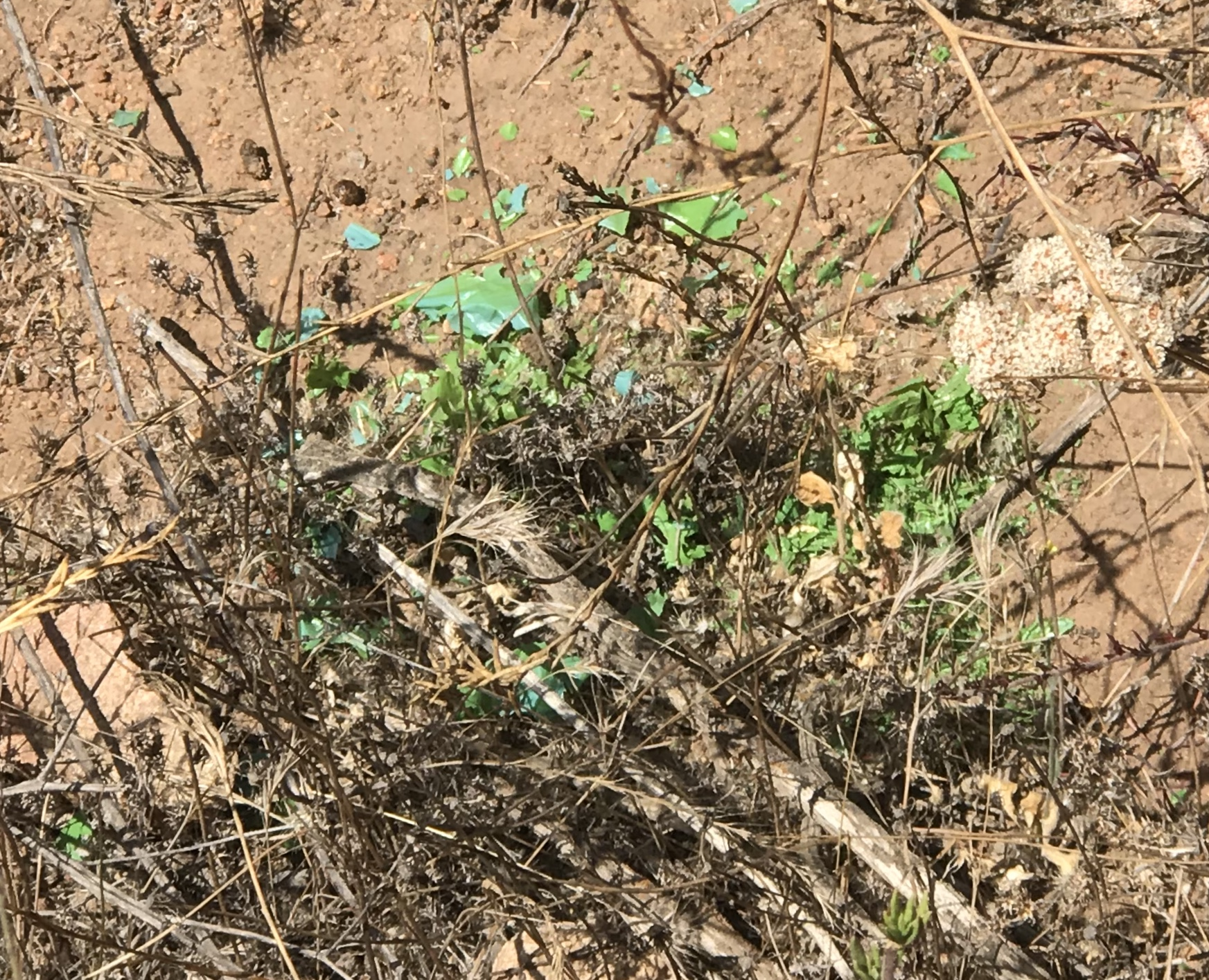
Bolsa de plástico fotodegradada junto a una ruta de excursiones. El efecto del sol la ha descompuesto en aproximadamente 2 000 trocitos de 1 a 25 mm después de 3 meses al aire libre.

La fotodegradación es la alteración de materiales por efecto de la luz. Normalmente el término se refiere a la acción combinada de la luz solar y la atmósfera terrestre. La fotodegradación es habitualmente una combinación de oxidación e hidrólisis. A menudo se intenta (mediante revestimientos, aditivos, etc.) evitar la fotodegradación de objetos que van a estar en el exterior, porque de lo contrario se estropean y hay que reponerlos. Este fenómeno es responsable en parte de la remineralización de la biomasa, y se utiliza intencionadamente en algunas tecnologías de desinfección. La fotodegradación no se aplica a cómo los materiales pueden ser envejecidos o degradados por el calor o la radiación infrarroja, pero sí incluye la degradación por toda la radiación luminosa de la banda ultravioleta.

## Aplicaciones

### Alimentos
Proteger la comida de la fotodegradación es muy importante. Algunos nutrientes presentes en un alimento se degradan cuando este se expone al sol. En el caso de la cerveza, la radiación ultravioleta degrada compuestos amargos de lúpulo a 3-metilo-2-buten-1-thiol, y por tanto cambia el sabor. Como el cristal de color ámbar tiene la capacidad de absorber esta radiación, las botellas de cerveza se hacen a menudo de este cristal para impedir este cambio.

### Pinturas, tintas y tintes
Las pinturas, tintas y tintes orgánicos son más susceptibles a la fotodegradación que los inorgánicos. La cerámica es casi universalmente coloreada con materiales inorgánicos para que resista la fotodegradación y mantenga sus colores incluso en las condiciones más duras.

### Pesticidas y herbicidas
La fotodegradación de los pesticidas es de gran interés debido a la escala de la agricultura y el uso intensivo de sustancias químicas. Los pesticidas se eligen en parte para no fotodegradarse rápidamente al sol, y así poder ejercer su actividad biocida. Sin embargo, en determinadas circunstancias, puede preferirse una fotodegradación veloz (por ejemplo, porque no se desea que queden restos de pesticidas en alimentos que pronto se van cosechar). En estos casos se formula el pesticida para favorecer su fotodegradación con sustancias muy sensibles a la luz, fotocatalizadores (p. ej., dióxido de titanio), o reactivos como peróxido de hidrógeno, que genera radicales hidroxilo que atacan las moléculas del pesticida.

### Fármacos
La fotodegradación de los fármacos tiene interés científico y biológico porque se encuentran frecuentemente en aguas residuales (después de tomarlos las personas o los animales, se excretan). Mientras no se degraden tienen efectos perniciosos en los organismos acuáticos, como toxicidad, disrupción endocrina o daño genético. Además, si el fármaco en su estado previo a la toma (píldora, jarabe, etc.) es sensible a la luz, el embalaje debe protegerlo. Para este fin se emplean cristales de ámbar como Fiolax ámbar o Corning 51-L. En embalajes se utilizan muy frecuentemente yodo (en la solución Lugol) y plata coloidal, porque dejan pasar muy poca luz ultravioleta, y así evitan la fotodegradación.

### Polímeros

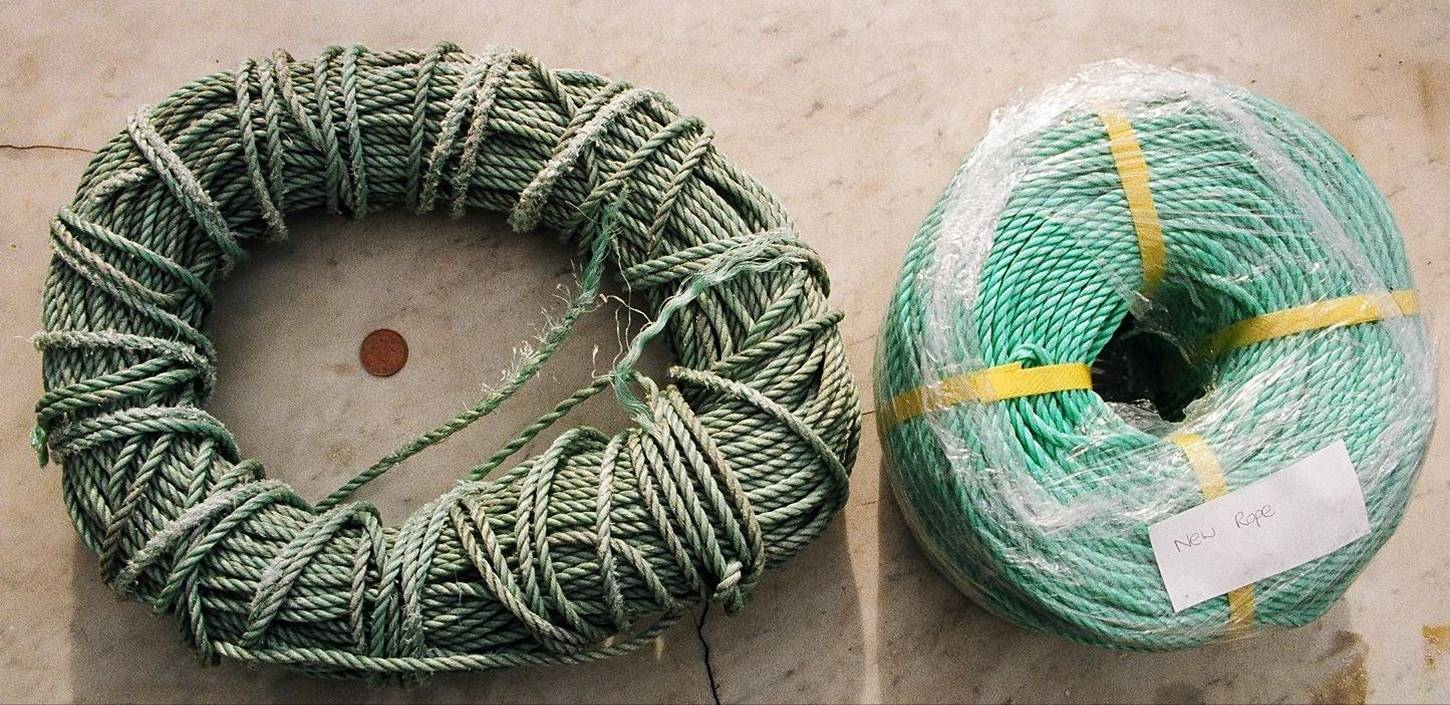
Efecto de la exposición al sol de una cuerda de polipropileno (a la izquierda) comparada con una cuerda nueva (a la derecha).

Los polímeros sintéticos habituales como el polipropileno o el polietileno de baja densidad pueden ser atacados por la luz solar, en particular por su parte ultravioleta. Los enlaces terciarios de carbono (un átomo de C unido a otros 3) en sus estructuras de cadena son los centros de ataque. Los rayos ultravioleta interaccionan con estos vínculos para formar radicales libres, los cuales reaccionan a su vez con el oxígeno en la atmósfera, produciendo grupos carbonilo en la cadena principal. Las superficies expuestas de los productos pueden entonces decolorarse y agrietarse. En casos extremos se puede producir la completa desintegración del producto. 
En productos de fibra, como la cuerda utilizada en aplicaciones exteriores, la vida del producto será corta, porque las fibras exteriores serán atacadas primero, y fácilmente todo el producto sufrirá daño por abrasión. También puede darse la decoloración de la cuerda, lo que avisa tempranamente del problema: si una cuerda que sostiene algo importante se decolora, eso indica que ha perdido resistencia estructural, por lo que conviene cambiarla antes de que se rompa. 
Los polímeros en cuya cadena existen partes que absorben la luz ultravioleta (UV), como los anillos aromáticos, también pueden ser sensibles a la degradación UV. Las fibras de aramida, como el kevlar, son muy sensibles a la radiación UV y deben ser protegidas de los efectos destructivos del sol. Por ello los chalecos antibalas no llevan las fibras de kevlar al aire, sino encapsuladas en tela opaca oscura.

## Mecanismo

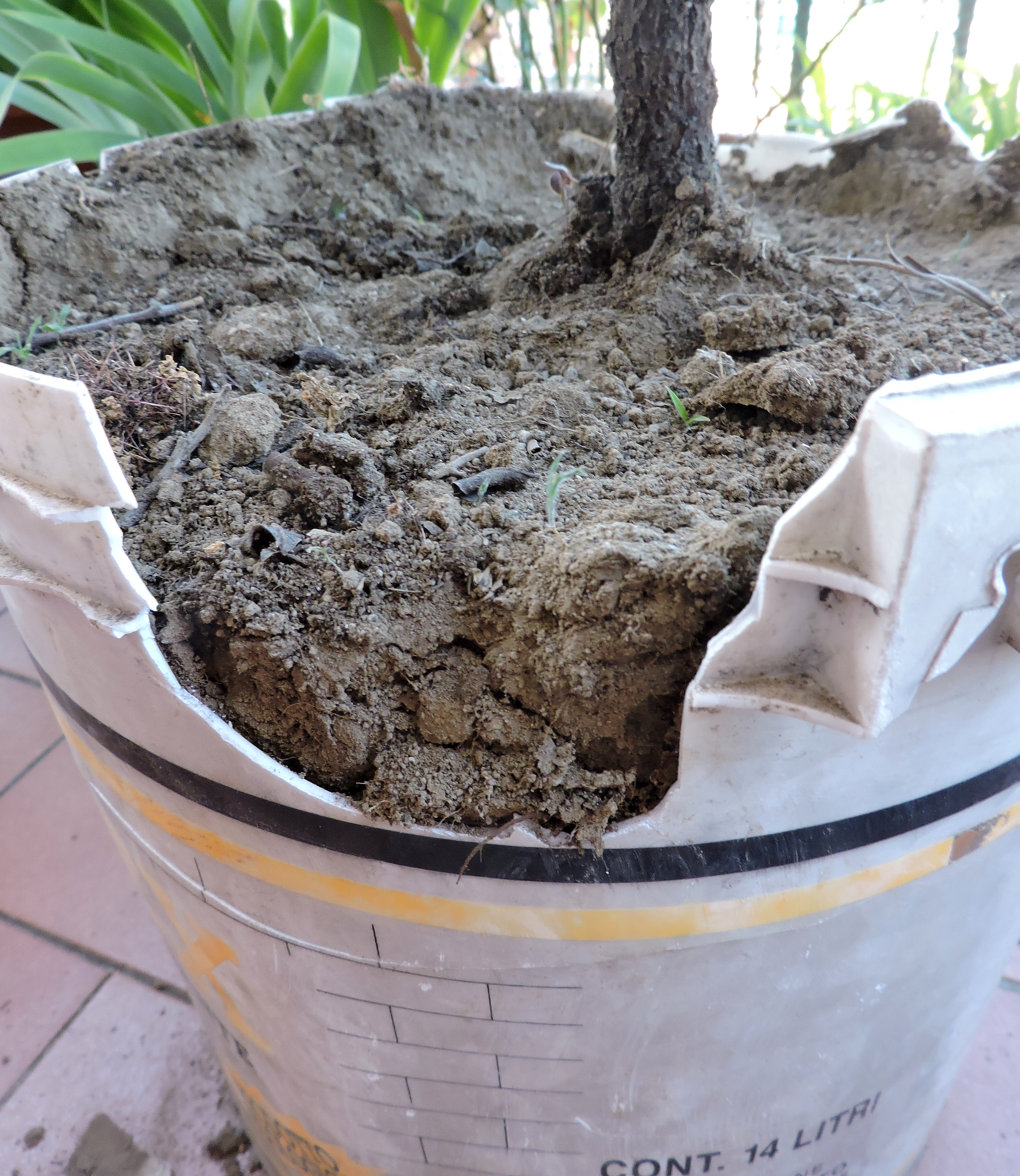
Fotodegradación de un cubo de plástico utilizado como maceta al aire libre durante algunos años

Muchas sustancias químicas orgánicas son termodinámicamente inestables en presencia de oxígeno; aun así, su ritmo de oxidación espontánea es lento a la temperatura habitual de una habitación (20 °C). En términos fisicoquímicos se dice que estas reacciones están limitadas cinéticamente. Este ritmo lento permite que en el medio ambiente se acumulen estructuras químicas complejas (por ejemplo la isla de basura). 
Cuando absorbe luz, el oxígeno triplete (la forma más estable) se convierte en oxígeno singlete, una forma altamente reactiva del gas, que lleva a cabo oxidaciones permitidas por el espín. En la atmósfera, los compuestos orgánicos se degradan por los radicales hidroxilo (·OH), que se producen por la reacción del agua (H2O) con el ozono (O3).
Las reacciones fotoquímicas se inician por la absorción de un fotón, típicamente en la gama de longitud de onda 290–700 nm (en la superficie de la Tierra). La energía del fotón absorbido se transfiere a los electrones de la molécula y cambia brevemente su configuración (esto es, la molécula pasa de un estado fundamental a un estado excitado). El estado excitado constituye una molécula distinta, con propiedades diferentes. A menudo las moléculas excitadas no son cinéticamente estables en la presencia de O2 o H2O, y pueden descomponerse espontáneamente  (oxidación o hidrólisis). Esto se denomina fotólisis directa. A veces las moléculas se descomponen para producir fragmentos inestables de alta energía, que pueden reaccionar con otras moléculas que se encuentren alrededor (fotólisis indirecta). Tanto la fotólisis directa como la indirecta contribuyen a la reducción de contaminantes en el medio ambiente.
El estándar federal de Estados Unidos para los ensayos de fotodegradación en plásticos es 40 CFR capítulo I (edición del 1 de julio de 2003) parte 238.

## Protección contra la fotodegradación
La fotodegradación de los plásticos y otros materiales puede inhibirse con estabilizadores de polímeros, que se emplean mucho. Estos aditivos incluyen antioxidantes, que interrumpen los procesos de degradación. Los antioxidantes típicos son derivados de la anilina. Otro tipo de aditivo son los absorbedores de UV. Estas sustancias capturan el fotón y lo convierten en calor. Absorbedores típicos son benzofenonas con grupos hidroxilo sustituidos, relacionadas con las sustancias químicas utilizadas en los protectores solares.
 